# Fornalski
Fornalski (forma żeńska: Fornalska, w liczbie mnogiej:  Fornalscy) – polskie nazwisko typu patronimicznego. Pochodzi od rzeczownika fornal, oznaczającego woźnicę. W Polsce nazwiskiem tym posługuje się około 1000 osób, najwięcej w województwie świętokrzyskim.
Pierwszy podpis tym nazwiskiem pochodzi z roku 1653.
Pierwszy podpis nazwiskiem Fornal (Fornayl) pochodzi z 1423 r. 

## Znane osoby o nazwisku Fornalski
- Franciszek Fornalski (1781–1863) – żołnierz wojsk polskich Księstwa Warszawskiego, kawaler orderów Legii Honorowej i Virtuti Militari
- Franciszek Kacper Fornalski (1806–1850) – Oficer Wojska Polskiego, żołnierz powstania listopadowego
- Edmund Fornalski (1867–1908) - rzeźbiarz
- Felicja Fornalska (1893–1987) – polska działaczka komunistyczna
- Małgorzata Fornalska (1902–1944) – polska działaczka komunistyczna
- Marcjanna Fornalska (1870–1963) – polska działaczka komunistyczna
- Aleksander Fornalski (1899–1937) – polski działacz komunistyczny